# ミラシジウム
- ミラシジウム
- ミラキディウム

ミラシジウム（英: miracidium）あるいはミラキディウムは、吸虫の二生類において卵の卵殻内に形成される幼生。「幼若なもの」を意味するギリシア語 meirakídion の近世ラテン語形より命名。

## 概要
幼生には体表を被う表皮細胞には繊毛があり、口と消化管を欠くが、眼点、分泌腺、神経節、原腎管を有し、また体壁に大型の胚細胞が多数存在する。二生類のアロイオゲネシスと呼ばれる複雑な生活史における第一代の幼生である。
吸虫の種類により、成虫の子宮内の卵内で、すでに産卵前にミラシジウムが形成されている種（日本住血吸虫、横川吸虫、肝吸虫、膵蛭など）と、産卵後に宿主の体外に出てから外界における刺激により発生が進み、ミラシジウムを形成する種（棘口吸虫、肺吸虫、肝蛭、双口吸虫など）がある。
卵殻を脱出して水中に泳ぎだすと、種特異的に第一中間宿主となる特定の種類の巻貝の体表から組織内に潜入して寄生を開始する。続いて繊毛衣を脱ぎ捨てて次代の幼生であるスポロシストに変態する。なかには肝吸虫や横川吸虫のように、水中ではなく、卵殻に包まれた状態で宿主の巻貝に摂食され、消化管内で卵殻から脱出する種類もある。